# Нетребко, Василий Прокофьевич
Василий Прокофьевич Нетребко (14 декабря 1920 года, село Яблуновка, Черниговской области — 17 февраля 2007 года, Москва) — советский и российский учёный в области механики.

## Биография
В 1938 году поступил в Инженерно-экономический институт в Харькове, через год был призван в Красную армию, служил в Ленинградском военном округе, пехотинец, затем — радиотелеграфист, командир орудия на танке БТ−7 6-го танкового полка 3-й дивизии Ленинградского военного округа.
Участник Великой Отечественной войны, окончил Рыбинское танковое училище, воевал в танковых частях на Северо-Западном, Западном, 2-м Белорусском фронтах в составе 23-й отдельной гвардейской танковой Ельнинской Краснознаменной бригады. В декабре 1944 года от комсомольцев Саратова получил танк имени Героя Советского Союза Ильи Каплунова.
После тяжёлого ранения потерял ногу.
После окончания войны, ещё находясь в госпитале, окончил 1 курс механико-математического факультета МГУ. Завершил образование на факультете в 1950 году, окончил аспирантуру там же (1953). Кандидат физико-математических наук (1953, тема кандидатской диссертации «Кручение упругого параллелепипеда при заданном законе распределения касательных напряжений на основаниях»).
С 1953 года работал в Московском университете, младший (с 1957 года — старший) научный сотрудник кафедры теории упругости.
С 1960 года работал в НИИ механики МГУ, старший научный сотрудник, с декабря 1961 года — заведующий лабораторией оптических методов исследования напряжений, с 1988 года — заведующий лабораторией упругости и пластичности, с 1981 по 1992 год — заместитель директора.
Доктор физико-математических наук (1968, тема докторской диссертации «Исследование метода фотопластичности»).
Лауреат Государственной премии СССР (1980, за разработку методов расчёта напряжённого состояния конструкций). Лауреат Ломоносовской премии МГУ (1992, совместно с Г. З. Шарафутдиновым за цикл работ «Развитие поляризационно-оптических методов механики неупругих и композиционных материалов»).
Заслуженный научный сотрудник Московского университета (1997). Заслуженный деятель науки РФ (1999).

## Научные интересы
Механика деформируемого твердого тела. Внёс существенный вклад в разработку поляризационно-оптических методов, в частности в метод фотопластичности, установил законы фотопластичности для ряда материалов. Одним из первых применил поляризационно-оптические методы к решению задач механики трещин. Впервые в стране синтезировал оптически чувствительные волоконные композитные материалы. Предложил метод пересчёта напряжений с модели на натуру, не требующий спецматериала. Используя вариационные методы решил ряд пространственных задач теории упругости.
Научный руководитель 12 кандидатских диссертаций.

### Научные труды
Автор и соавтор более 80 научных работ, в том числе:
- «Поляризационные методы механики композиционных материалов» (соавт., 1990);
- «Фотоупругость анизотропных тел». Учебное пособие (1988);
- «Михаил Митрофанович Филоненко-Бородич. 1885—1962» (соавт., 1974).

## Награды
- Орден Отечественной войны II степени (1944)[2]
- Орден Отечественной войны I степени (1945)[3]